# Daniele Giuliani
Daniele Giuliani (Roma, 6 ottobre 1982) è un doppiatore, dialoghista e direttore del doppiaggio italiano.

## Biografia
Tra gli attori che ha doppiato figurano Kit Harington (di cui è la voce ufficiale) e Dylan O'Brien.
Nel campo animato ha dato voce a Felix Aggiustatutto in Ralph Spaccatutto, Ryan in A tutto reality presenta: Missione Cosmo Ridicola, Paura in Inside Out e Inside Out 2 e anche Vivo nell'omonimo film d'animazione.
Dal 2012 è presidente dell'ANAD (Associazione Nazionale Attori Doppiatori) in seguito alla scomparsa di Danilo De Girolamo.

## Vita privata
È il figlio del doppiatore Massimo Giuliani.

## Doppiaggio

### Film
- Kit Harington in Silent Hill: Revelation 3D, Testament of Youth, Il settimo figlio, Spooks - Il bene supremo, La mia vita con John F. Donovan, Eternals
- Dylan O'Brien in Maze Runner - Il labirinto, Maze Runner - La fuga, Maze Runner - La rivelazione, Saturday Night
- Alex Russell in Chronicle, Shark 3D, Lo sguardo di Satana - Carrie
- Donald Glover in Sopravvissuto - The Martian, Solo: A Star Wars Story
- Will Poulter in Revenant - Redivivo
- Keir Gilchrist in 5 giorni fuori
- Martin McCann in Closing the Ring
- Josh Gad in La bella e la bestia
- Edward Ashley in Civiltà perduta
- Shia LaBeouf in Wall Street - Il denaro non dorme mai
- Ralph Macchio in Hitchcock
- Steven Yeun in I Origins
- Luis Chávez in Superfast & Superfurious
- Blake Jenner in Tutti vogliono qualcosa
- Timothée Chalamet in Hostiles - Ostili
- Caleb Landry Jones in War on Everyone
- Cameron Monaghan in Amityville - Il risveglio
- Blake Anderson in Game Over, Man!
- Dave Franco in Affare fatto
- Justin Long in Yoga Hosers - Guerriere per sbaglio
- Beau Knapp in L'ultima tempesta
- Lewis Pullman in La battaglia dei sessi
- Patrick Gibson in Darkest Minds
- Nick Krause in Paradiso amaro
- Richard Ayoade in Vicini del terzo tipo
- James Ransone in Broken City
- Stephen Guarino in 5 appuntamenti per farla innamorare
- Adrien Canivet in Il ladro di ragazzi
- Shūgo Oshinari in Tokyo Love Hotel
- Ewen Bremner in Exodus - Dei e re
- John Gallagher Jr. in Margaret
- Ramón Rodríguez in L'unico e insuperabile Ivan
- Kai Ivo Baulitz in Blood Red Sky
- Utkarsh Ambudkar in Free Guy - Eroe per gioco
- Nils Brunkhorst in Windstorm 5 - Uniti per sempre
- Aaron Taylor-Johnson in The King's Man - Le origini
- Karan Soni in Not Okay
- Radu Andrei Micu in Dampyr

### Film d'animazione
- Felix Aggiustatutto in Ralph Spaccatutto, Ralph spacca Internet
- Paura in Inside Out, Inside Out 2
- Mambo in Biancaneve e gli 007 nani
- Nod in Epic - Il mondo segreto
- Ezekiel Stane/Technovore in Iron Man: Rise of Technovore
- Patchi in A spasso con i dinosauri
- Eret in Dragon Trainer 2 e Dragon Trainer - Il mondo nascosto
- Shin Kamiya in Tekken: Blood Vengeance
- Luche Lazarus in Kingsglaive: Final Fantasy XV
- Vivo (parte parlata) in Vivo
- Alfonso in Sing 2 - Sempre più forte
- Featheringhamstan in Lightyear - La vera storia di Buzz
- Kendrick Lamar in Piece by Piece
- Cricket Green (parte cantata) in I Greens in città, il film - Vacanza nello spazio

### Serie televisive
- Josh Peck in Nonno all'improvviso, Turner e il casinaro - La serie, How I Met Your Father
- Kit Harington in Il Trono di Spade, Gunpowder, Criminal: Regno Unito
- Nathaniel Buzolic in The Vampire Diaries, Supernatural
- Alexander Dreymon in The Last Kingdom
- Jayson Blair in Life Sentence
- Marshall Allman in Humans
- Austin Nichols in The Walking Dead
- Harry Treadaway in Penny Dreadful
- Drew Van Acker in Devious Maids - Panni sporchi a Beverly Hills
- Taylor Handley in Hidden Palms
- Brett Davern in Diario di una nerd superstar
- Brant Daugherty in Pretty Little Liars
- Sachin Sahel in The 100
- Daniel Sharman in Teen Wolf
- Cameron Jebo in Austin & Ally
- Omid Abtahi in The Mandalorian
- Michael Shenefelt in Il colore delle magnolie
- Hartley Sawyer in The Flash
- Jack Cutmore-Scott in Morte e altri dettagli
- Takayuki Yamada in House of Ninjas
- Keir Gilchrist in The Walking Dead: Dead City

### Telenovelas
- Can Yaman in Bitter Sweet - Ingredienti d'amore, DayDreamer - Le ali  del sogno e Mr. Wrong - Lezioni d'amore, Il Turco
- Lionel Ferro in Soy Luna

### Serie animate
- Star-Lord in Guardiani della Galassia[1]
- Falco del Mare in She-Ra e le principesse guerriere
- Eolo in I 7N
- Raffi in My Life Me
- Marco in Titeuf
- Marco Bodt in L'attacco dei giganti
- Re Montblanc in Yes! Pretty Cure 5 GoGo!
- Austin Hobbes in Inazuma Eleven
- Kevin Swanson (2^ voce) ne I Griffin
- Tobias, Ocho e Idaho in Lo straordinario mondo di Gumball
- Ryan in A tutto reality presenta: Missione Cosmo Ridicola
- Zancrow in Fairy Tail
- Cricket Green (parte cantata) in I Greens in città
- Mario in Tiger & Bunny
- Uranus in Zinba
- Dante Dalmata in 101 Dalmatian Street (dall‘episodio 7 in poi)
- Principe Jin Loo in Sandokan - Le due tigri
- Marv Higgins in Exploding Kittens
- Paura in Dream Productions
- Goto Ryuji in Solo Leveling
- Insegnante in Murder Drones

### Cortometraggi
- Kit Harington in Poop Squad 3 (non accreditato)

### Videogiochi
- David Samford, Edgar Partinus e Michele Maseratti in Inazuma Eleven 3[2] (2010)
- Star-Lord in Disney Infinity 2.0 (2014)[3]
- Paura (Inside-Out) in Disney Infinity 3.0 (2015)[4]
- Rosso quattro in LEGO Star Wars: Il risveglio della Forza[5] (2016)
- Salen Kotch in Call of Duty: Infinite Warfare[6] (2016)

## Riconoscimenti
- Vincitore primo premio “Andrea Quartana” Gran Galà del Doppiaggio Romics DD
- Vincitore del premio "Voci nell'Ombra" 2019 per il doppiaggio di Jon Snow ne "Il trono di spade"
- Vincitore del premio "Le voci del cinema" nel 2015 per il personaggio Paura in "InsideOut"
- Musa d'Oro 2023: Miglior Direzione di Doppiaggio per She Hulk

## Adattatore dei dialoghi
- My Life as Liz
- Hard Times - Tempi duri per RJ Berger
- Valemont
- The Grimm Variations

## Direzioni di doppiaggio
- La Regina degli scacchi
- The Mandalorian (prima stagione)
- Biohacker
- Red Dot
- The Grand Tour
- Red Oaks
- Snabba Cash
- Calls
- Sydney to the Max
- Behind Disney Attraction
- The Grimm Variations

## Audiolibri
- Causa di forza maggiore - Di: Amélie Nothomb, 2019
- Trainspotting - Di: Irvine Welsh, 2019
- I giorni sbagliati - Di: Jacopo Tondelli, 2022
- The Sandman: Atto III (come Cluracan), 2022
- Dottor Futuro - Di: Philip K. Dick, 2023
- Odi - Quindici declinazioni di un sentimento - Di: Gabriele Merlini, 2023
- Il figlio del becchino e l'orfana: Libro 1 - Di: Sam Feuerbach, 2023
- Il figlio del becchino e l'orfana: Libro 2 - Di: Sam Feuerbach, 2023
- Il figlio del becchino e l'orfana: Libro 3 - Di: Sam Feuerbach, 2023
- Il figlio del becchino e l'orfana: Libro 4 - Di: Sam Feuerbach, 2023
- Il Maestro delle Essenze - La saga dell'Alchimista - Di: Sam Feuerbach, 2024
- Il Re delle Essenze - La saga dell'Alchimista - Di: Sam Feuerbach, 2024
- Il Custode delle Essenze - La saga dell'Alchimista - Di: Sam Feuerbach, 2024
- La sicaria - Krosann Saga 1 - Di: Sam Feuerbach, 2024
- Il maestro di spada - Krosann Saga 2 - Di: Sam Feuerbach, 2024
- La clessidra - Krosann Saga 3 - Di: Sam Feuerbach, 2024
- La dea Myrneana - Krosann Saga 4 - Di: Sam Feuerbach, 2025
- La lancia dell'anima - Krosann Saga 5 - Di: Sam Feuerbach, 2025